# Guang'an
Guang'an (Forenklet kinesisk: 广安; traditionel kinesisk: 廣安; pinyin: Guǎng'ān) er et bypræfektur i den kinesiske provins Sichuan. Det har et areal på 6,344 km², og en befolkning på 4.620.000 mennesker (2007).

## Administrative enheder
Byprefekturet Guang'an har jurisdiktion over et distrikt (区 qū), et byamt (市 shì) og 3 amter (县 xiàn).
| Kort               | Kort     | Kort   | Kort         | Kort                   | Kort        | Kort      |
| ------------------ | -------- | ------ | ------------ | ---------------------- | ----------- | --------- |
| Kort over Guang'an |          |        |              |                        |             |           |
| #                  | Navn     | Hanzi  | Pinyin       | Befolkning (2004 est.) | Areal (km²) | Indb./km² |
| Distrikter         |          |        |              |                        |             |           |
| 1                  | Guang'an | 广安区 | Guǎng'ān Qū  | 1.230.000              | 1.536       | 801       |
| Byamter            |          |        |              |                        |             |           |
| 2                  | Huaying  | 华蓥市 | Huāyíng Shì  | 350.000                | 466         | 751       |
| Amter              |          |        |              |                        |             |           |
| 3                  | Yuechi   | 岳池县 | Yuèchí Xiàn  | 1.160.000              | 1.457       | 796       |
| 4                  | Wusheng  | 武胜县 | Wǔshēng Xiàn | 820.000                | 966         | 849       |
| 5                  | Linshui  | 邻水县 | Línshuǐ Xiàn | 970.000                | 1.919       | 505       |

## Trafik
Kinas rigsvej 212 løber gennem området. Den begynder i Lanzhou i Gansu og fører mod syd via Nanchong i Sichuan og ender i Chongqing.

## Andet
- Deng Xiaoping er født i Guang'an.